# Krautfleckerl

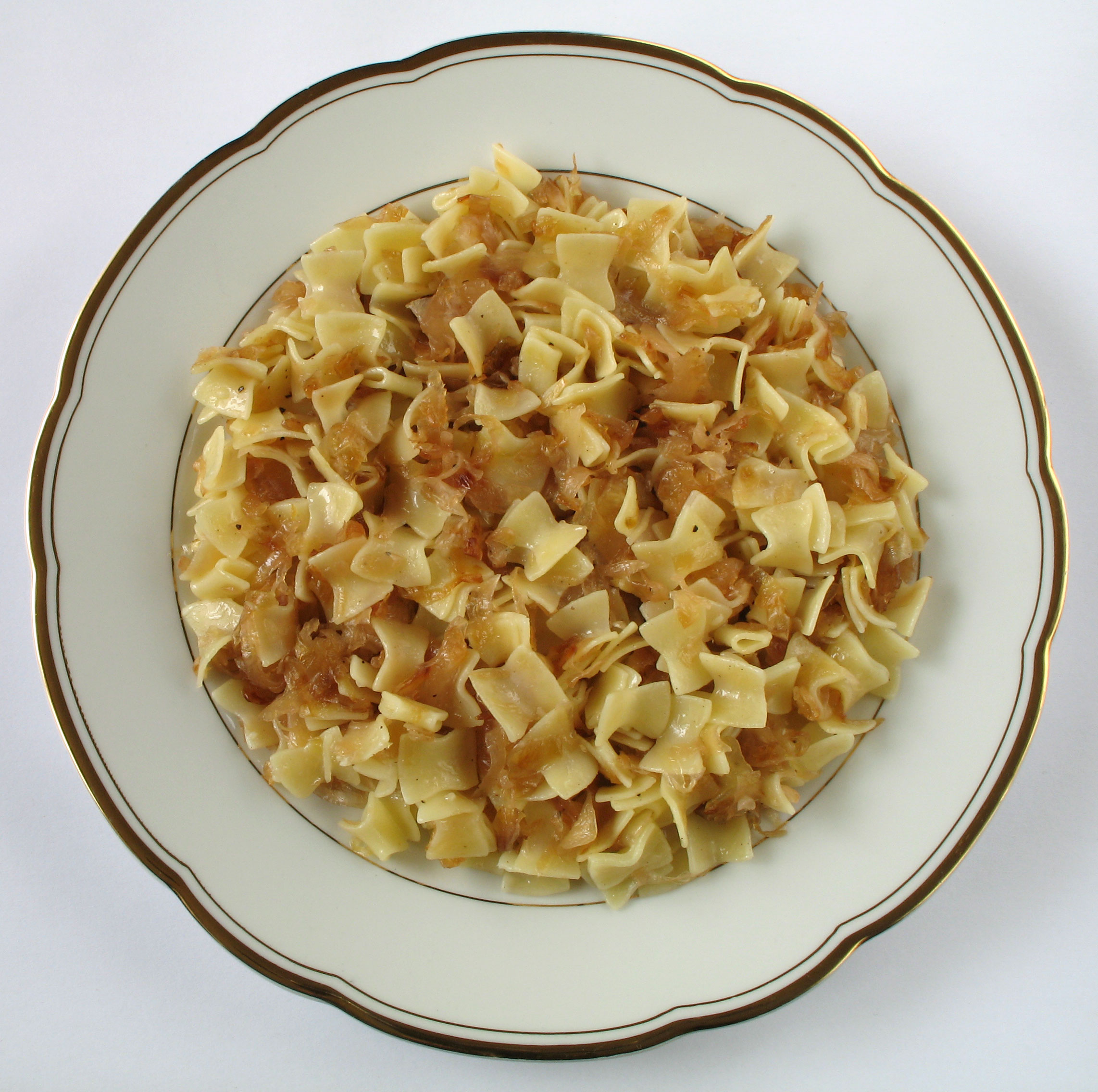
Krautfleckerl

Krautfleckerl sind ein Gericht der österreichischen, böhmischen und kroatischen Küche.
Die Hauptzutaten sind Fleckerl, eine traditionelle Nudelsorte, und Weißkraut. Zuerst werden Zwiebeln leicht angeröstet und Zucker karamellisiert, dann blättrig geschnittenes Weißkraut dazugegeben und mit Salz, Pfeffer und Kümmel und ggf. Essig gewürzt, mit einer leeren Bouillon, einem Fond, einer klaren Suppe, Wasser oder Weißwein aufgegossen und gedünstet. Zum Schluss werden gekochte Fleckerln dazugeben. Angerichtet werden Krautfleckerl oft mit gehackten Kräutern und Brot.